# Parc de la Planchette

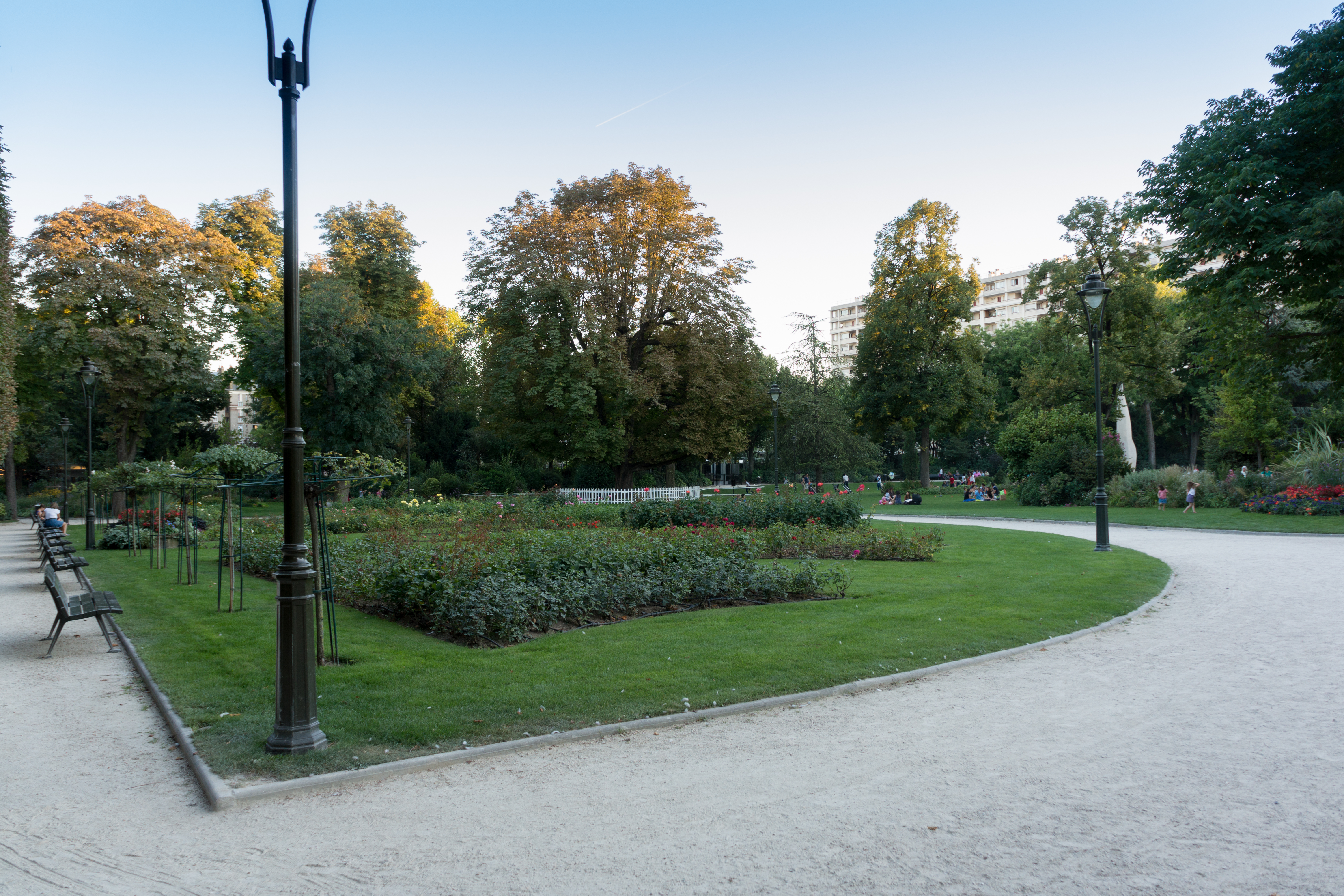
Parc de la Planchette.

Le parc de la Planchette est un espace vert de Levallois-Perret, datant du début du XVIIIe siècle, et ouvert au public en 1924.

## Situation et accès
Il est situé entre les rues du Président-Wilson, Paul-Vaillant-Couturier, Jacques-Mazaud et Antonin-Raynaud.

## Origine du nom
Il porte le nom d'un lieu-dit.

## Historique

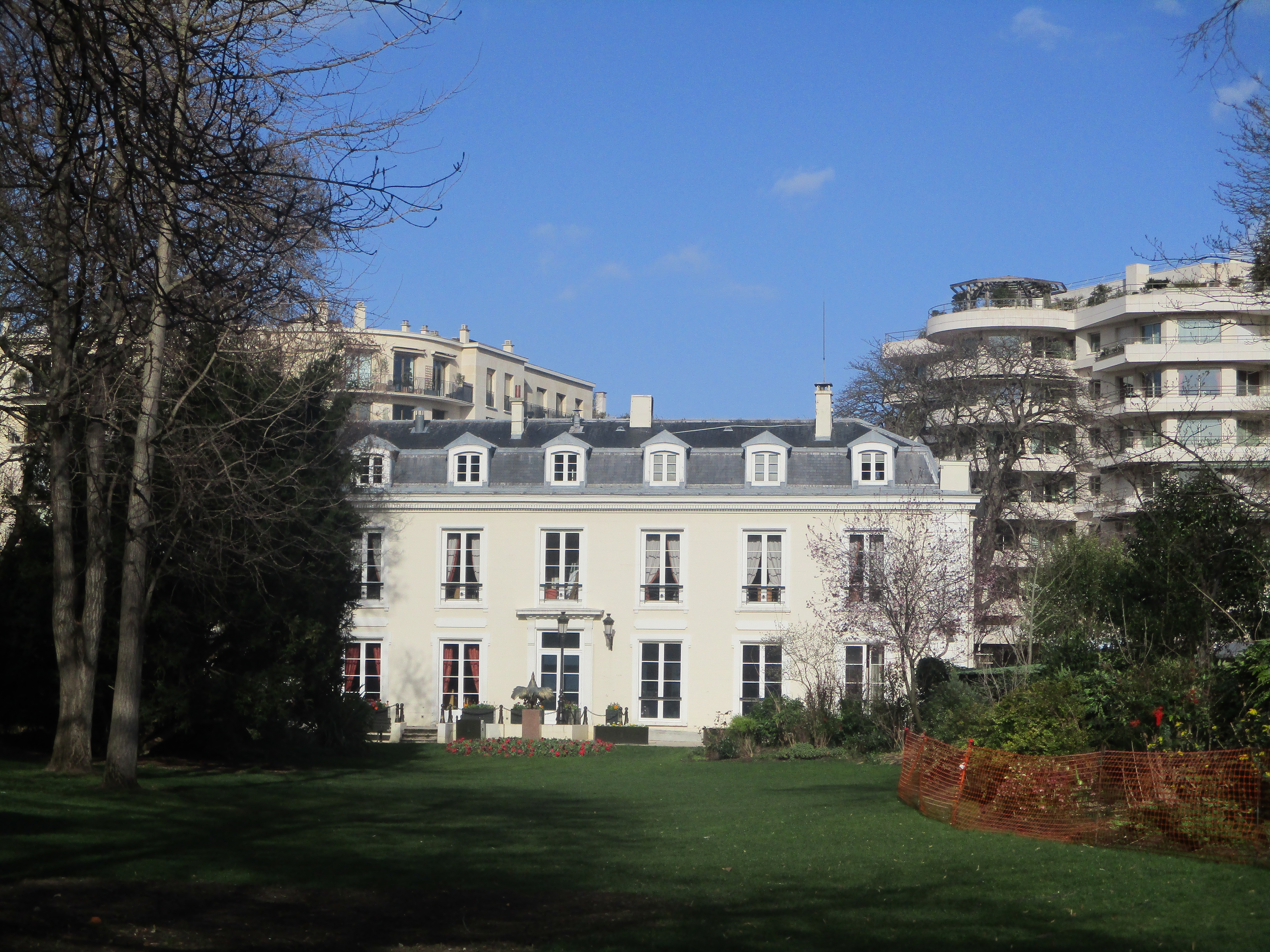
Résidence de la famille Bérenger.

En 1806, le comte Jean Bérenger fait l'acquisition d'une propriété au lieu-dit La Planchette, alors situé sur le territoire de la commune de Clichy.
Sur ce terrain, figure une dépendance d'un ancien château. Vingt ans plus tard, une des filles de Bérenger acquiert une dépendance de la ferme de Courcelles.
La famille Bérenger possède alors le plus gros domaine de la région que Nicolas Levallois commence à morceler en 1850.
Ces expropriations se terminent en 1924, lorsque la maison familiale devient une maison de retraite appelée le Club de la Planchette, et que le parc est ouvert au public.

## Description
Le parc a une superficie d'environ 3,5 ha.

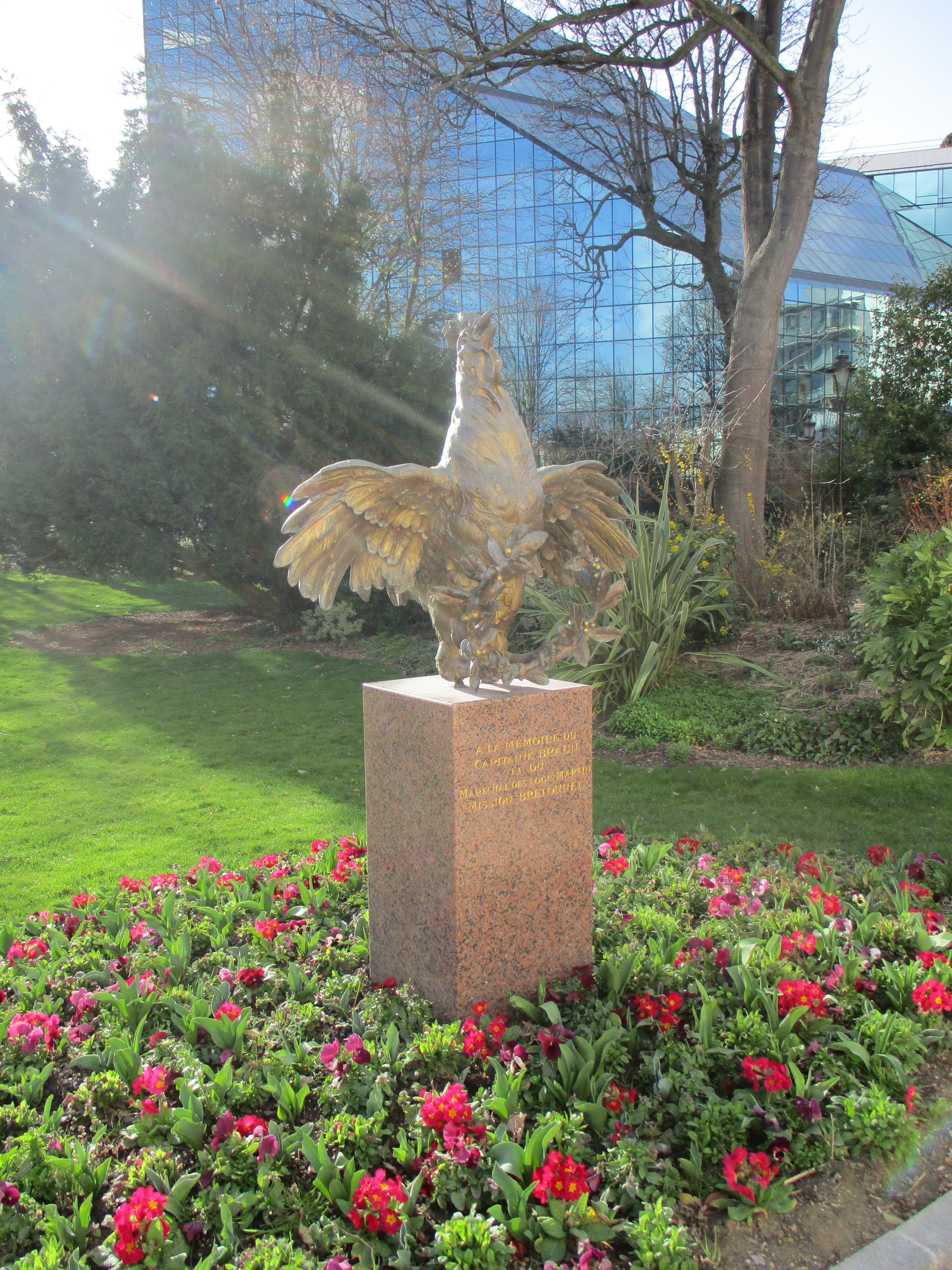
Monument au capitaine Braun et au maréchal des logis Martin.

Le parc est orné de plusieurs statues, dont la création s'étend sur plus d'un siècle :
- Statue de Louise Michel, 1906, groupe en bronze du sculpteur Émile Derré ;
- Monument au capitaine Braun et au maréchal des logis Martin, 1908, d'Edgar Boutry, en hommage au combat de Togbao. Ce monument était installé place Chaptal ; Seul le coq en métal est visible dans le parc ;
- Monument à l'aviatrice Maryse Hilsz ;
- Buste de Louis Rouquier, œuvre du sculpteur Perrotte. Louis Rouquier fut maire de Levallois de 1919 à 1939[3] ;
- Bacchante, œuvre du sculpteur Amélie Colombier ;
- Buste de Cécile Vannier, victime en 2009 d'un attentat dans le quartier de Khan el-Khalili, au Caire[4].

## Notes et références

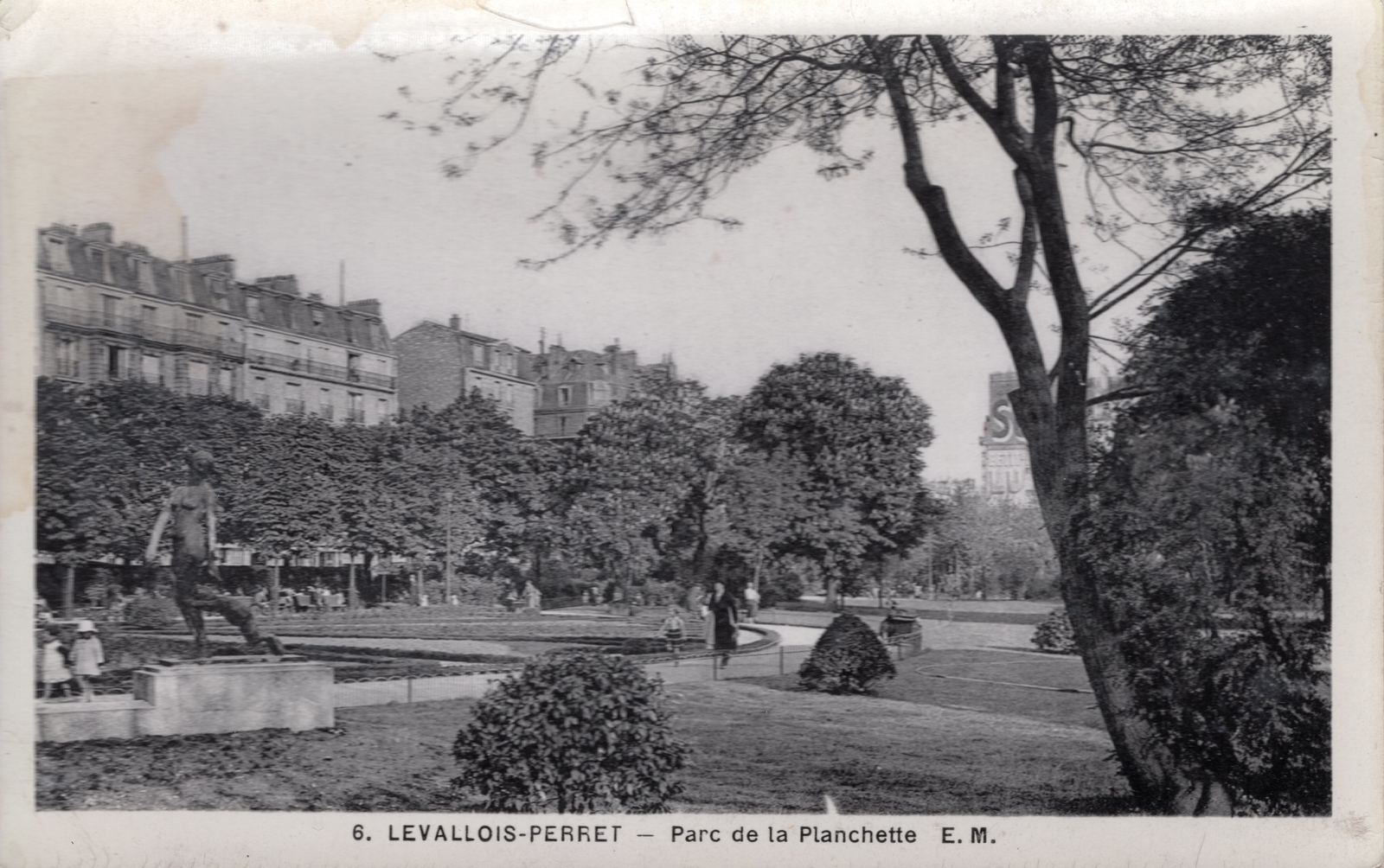
Le parc de la Planchette.